# 阿努阿努龙阿环礁

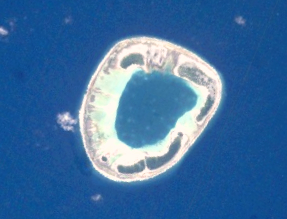

阿努阿努龍阿環礁（Anuanurunga）是南太平洋法屬波利尼西亞的環礁，屬於土阿莫土群島和格洛斯特公爵群島，由豪镇管辖，位於努庫泰皮皮環礁西北約22公里，直徑約3.3公里，土地面積7平方公里，潟湖面積2.6平方公里，島上無人居住。

## 外部連結
- （页面存档备份，存于）
- Diversity of the French Polynesian atolls
- Atoll list (in French) （页面存档备份，存于）

20°36′S 143°24′W / 20.600°S 143.400°W